# Thesprotier
Thesprotier (grekiska Θεσπρωτοί) var en grekisk stam som bebodde kungadömet Thesprotia i södra delen av Epirus under antiken.
Hos Homeros omtalas thesprotierna som ett folk som styrs av kungar och med ungefär samma bildningsgrad som de dåvarande hellenerna. Senare greker betraktade dem dock som barbarer. 